# Jesse Mahieu
Jesse Mahieu (Best, 12 augustus 1978) is een Nederlandse hockeycoach en voormalige hockeyspeler. Hij speelde 50 officiële interlands voor de Nederlandse hockeyploeg. Hij nam eenmaal deel aan de Olympische Spelen en won bij die gelegenheid een zilveren medaille.
De verdediger maakte zijn debuut op 1 mei 2002 in de oefeninterland Duitsland-Nederland (1-1). Mahieu speelde achtereenvolgens voor MHC Best, Oranje Zwart, Nijmegen, Pinoké en Amsterdam. Met die laatste club werd hij als aanvoerder tweemaal landskampioen (2003 en 2004) en won de European Cup Winners' Cup in 2003 en 2007 alsook de Europa Cup I in 2005 in Amsterdam. In de aanloop naar de Champions Trophy van 2005 in Chennai verloor hij zijn plaats in de Nederlandse selectie. Na herstel van een steekwond, opgelopen in februari 2006 voegde hij zich weer bij de nationale selectie voor het WK 2006 in Mönchengladbach. In 2007 speelde hij competitie voor Central Hockey Club in Kaapstad.
Vanaf 2008 is Jesse Mahieu ook werkzaam als redacteur en eindredacteur voor verschillende televisieprogramma's zoals Holland Sport, RTL Late Night, De Wereld Draait Door en M van Margriet van der Linden. 
In februari 2013 bekende Mahieu in Het Parool dat hij in oktober 2012 een positieve test had gedaan op cocaïne en MDMA. De test werd vroeg in de competitie afgenomen; Mahieu verklaarde de partydrugs in de zomerstop te hebben gebruikt. Hij aanvaardde een jaar schorsing en liet zijn contract bij Pinoké per direct ontbinden (per oktober 2012).
Mahieu werd in februari 2017 hoofdcoach van het eerste mannenteam van Pinoké en onder zijn leiding won Heren 1 in 2018 de KNHB Gold Cup en bereikte Heren 1 in het seizoen 2021/2022 de play-offs van de Hoofdklasse Hockey. In mei 2023 wist hij voor het eerst in de clubgeschiedenis het landskampioenschap voor Pinoké in de wacht te slepen.

## Internationale erelijst
| Jaar | Toernooi               | Plaats              | Resultaat |
| ---- | ---------------------- | ------------------- | --------- |
| 2004 | Olympische Spelen      | Athene, Griekenland | Zilver    |
|      | Champions Trophy       | Lahore, Pakistan    | Zilver    |
| 2005 | Europees kampioenschap | Leipzig, Duitsland  | Zilver    |

Matthijs Brouwer · 
Ronald Brouwer · 
Jeroen Delmee · 
Geert-Jan Derikx · 
Rob Derikx · 
Marten Eikelboom · 
Floris Evers · 
Erik Jazet · 
Karel Klaver · 
Jesse Mahieu · 
Teun de Nooijer · 
Rob Reckers · 
Taeke Taekema · 
Klaas Veering · 
Guus Vogels · 
Sander van der Weide ·
Coach: Terry Walsh